# Tvorba softwaru
Konference Tvorba softwaru patří mezi nejstarší konference v ČR, které sa zabývají problematikou programování a vývoje softwaru. Historie konference sahá do 70. let 20. století. Konference je pořádána pod záštitou Vysoké školy báňské v Ostravě. 

## Osobnosti působící na konferenci
- Vojtěch Merunka
- Rudolf Pecinovský
- Miroslav Virius

## Partnerské instituce
- Česká společnost pro systémovou integraci
- Nadace Karla Engliše